# Maksim Bardatschou
Maksim Aljaksandrawitsch Bardatschou  (belarussisch Максім Аляксандравіч Бардачоў, englisch auch Maksim Bardachov; * 18. Juni 1986 in Hrodna) ist ein belarussischer ehemaliger Fußballspieler.

## Karriere

### Verein
Bardachou spielte in der Jugend bei dem Verein seiner Heimatstadt Hrodna bei FK Njoman Hrodna. Nach zwei Jahren in der dortigen 1. Mannschaft wechselte er zu Partizan Minsk und wurde dort Stammspieler. Ab 2009 spielte er vier Jahre für BATE Baryssau. Zwischen 2014 und 2020 wurde er an drei Vereine ausgeliehen. Ab 2021 lief er noch zwei Spielzeiten für BATE Baryssau auf.

### Nationalmannschaft
Nachdem Bardatschou bereits in der U19 und in der U21-Auswahl seines Landes gespielt hatte, debütierte er am 1. April 2009 beim 5:1 im WM-Qualifikationsspiel in Kasachstan in der A-Nationalmannschaft von Belarus. In der belarussischen Nationalmannschaft ist er bisher in 54 Länderspielen eingesetzt worden, bei dem ihm drei Treffer gelangen.